# Arthur Natorp
Arthur Eric Natorp, född 22 april 1890 i Stockholm, död där 19 januari 1943, var en svensk skådespelare och regissör.
Arthur Natorp var son till grosshandlaren Eric Alfred Natorp. Han var 1914–1918 kamrer på Gotlandsbanken i Stockholm. På fritiden studerade Natorp teater och debuterade 1910 på Skansens friluftsteater, där han var anställd 1910–1911, 1913 och 1917–1918. 1918 övergick han teater på heltid och var engagerad Ernst Eklund som skådespelare, regissör och kamrer till 1927. Därefter arbetade han för Harry Roeck-Hansen och Sandro Malmquist innan han 1931 kom till de av Gösta Ekman ledda konserthus- och Vasateatern. Från 1935 var han anställd vid Svensk Filmindustri som regissör, främst av dokumentärfilmer. Han var även en uppskattad radiouppläsare.
Han var gift med skådespelaren Gunilla "Gull" Ericsson. De är begravda på Norra begravningsplatsen utanför Stockholm.

## Filmografi
- 1941 – Hem från Babylon
- 1941 – Tänk, om jag gifter mig med prästen
- 1941 – Lasse-Maja
- 1939 – Då länkarna smiddes
- 1938 – Du gamla du fria
- 1937 – En sjöman går iland
- 1937 – Lyckliga Vestköping
- 1935 – Järnets män
- 1931 – Markurells i Wadköping
- 1930 – För hennes skull
- 1927 – Arnljot
- 1923 – Eld ombord
- 1922 – Det omringade huset
- 1921 – Körkarlen
- 1921 – En lyckoriddare
- 1921 – En vildfågel
- 1920 – Erotikon

### Filmmanus
- 1935 – Munkbrogreven

### Regi
- 1939 – Då länkarna smiddes
- 1937 – Pappa får påökt
- 1936 – Vi har melodin
- 1936 – Kärlek och monopol

## Teater

### Roller (ej komplett)
| År   | Roll                              | Produktion                                                  | Regi               | Teater           |
| ---- | --------------------------------- | ----------------------------------------------------------- | ------------------ | ---------------- |
| 1911 | Scerneys                          | Försvarsadvokaten Ferenc Molnár                             | Mauritz Stiller    | Lilla teatern    |
| 1911 | Marinas man                       | Mörkrets makt Leo Tolstoj                                   | Mauritz Stiller    | Lilla teatern    |
| 1912 | Doktor Neupert                    | Miss Williams from New York Gustav Wied och Jens Petersen   | Mauritz Stiller    | Lilla teatern    |
| 1920 | Baron Peron                       | Kiki André Picard                                           | Ernst Eklund       | Blancheteatern   |
| 1921 | Anselm                            | Paracelsus Arthur Schnitzler                                | Ernst Eklund       | Blancheteatern   |
| 1921 | Bypolisen Tarras                  | Skulden till allt Lev Tolstoj                               | Alexander Moissi   | Blancheteatern   |
| 1921 | Lorenzo                           | Otrogen Roberto Bracco                                      | Ernst Eklund       | Blancheteatern   |
| 1921 | Furst Obreskov                    | Det levande liket Lev Tolstoj                               | Alexander Moissi   | Blancheteatern   |
| 1921 | Astronom Alidor                   | Askungen Ludvig Brandstrup                                  | Arthur Natorp      | Blancheteatern   |
| 1922 | Amédé                             | Madame Sherry Hugo Felix, Maurice Ordonneau, Benno Jacobson | Ernst Eklund       | Blancheteatern   |
| 1922 | Prins Escerny Ferdinand           | Lulu Frank Wedekind                                         | Maria Orska        | Blancheteatern   |
| 1923 | Styrmannen                        | Din nästas fästmö Adelaide Matthews och Anne Nichols        | Ernst Eklund       | Blancheteatern   |
| 1924 | Ministern                         | Grevinnan Lolotte Leopold Lipschütz                         | Ernst Eklund       | Blancheteatern   |
| 1924 | Fuzisaki, japansk betjäntpojke    | Reggies bröllop Edward Salisbury Field                      | Ernst Eklund       | Blancheteatern   |
| 1926 | Brodelet de Serville              | Chou-Chou Jacques Bousqeet och Alexandre Madis              | Einar Fröberg      | Blancheteatern   |
| 1927 | Martin                            | Skrämda katter Margaret Mayo och Aubrey Kennedy             | Erik Berglund      | Djurgårdsteatern |
| 1927 | Carter, polissergeant             | Mysteriet Milton Edgar Wallace                              | Ernst Eklund       | Komediteatern    |
| 1928 | En olivhandlare                   | Hertiginnan av Elba Rudolf Lothar och Oscar Winterstein     | Harry Roeck-Hansen | Blancheteatern   |
| 1928 | Poliskapten Price                 | Mary Dugans process Bayard Veiller                          | Harry Roeck-Hansen | Blancheteatern   |
| 1929 | Kollämparen Sidi, en matthandlare | Maya Simon Gantillon                                        | Harry Roeck-Hansen | Blancheteatern   |
| 1929 | Gendarmen                         | Hotell Pompadour Walter Hackett                             | Harry Roeck-Hansen | Blancheteatern   |
| 1929 | Minx                              | Så förtjusande människor Michael Arlen                      | Einar Fröberg      | Blancheteatern   |
| 1929 | Doktor Alliot                     | Skiljas Clemence Dane                                       | Harry Roeck-Hansen | Blancheteatern   |
| 1929 | Äldste kinestjänaren              | Brevet W. Somerset Maugham                                  | Harry Roeck-Hansen | Blancheteatern   |
| 1931 | Toni, taffeltäckare               | Hans nåds testamente Hjalmar Bergman                        | Per Lindberg       | Vasateatern      |
| 1931 | Skräddare                         | Skomakarkaptenen i Köpenick Carl Zuckmayer                  | Per Lindberg       | Vasateatern      |
| 1932 |                                   | Frihetsligan Jules Romains                                  | Per Lindberg       | Vasateatern      |
| 1932 | Charly Harper                     | Till Hollywood George S. Kaufman och Marc Connelly          | Gösta Ekman        | Vasateatern      |
| 1933 | Konditor Starck                   | Oväder August Strindberg                                    | Alf Sjöberg        | Dramaten         |

### Regi
| År   | Produktion            | Upphovsmän                                 | Teater         |
| ---- | --------------------- | ------------------------------------------ | -------------- |
| 1921 | Askungen Askepot      | Ludvig Brandstrup Översättning Otto Arnold | Blancheteatern |
| 1925 | Katten i stövlar      | Hans Werner Översättning Arthur Natorp     | Blancheteatern |
| 1936 | Måste Night must fall | Emlyn Williams                             | Blancheteatern |